# Митроглу, Константинос
Константи́нос «Ко́стас» Митроглу́ (греч. Κωνσταντίνος "Κώστας" Μήτρογλου; родился 12 марта 1988 года, Кавала, Греция) — греческий футболист, выступавший на позиции нападающего.

## Биография

### Ранние годы
Уроженец греческой Кавалы, Костас в раннем возрасте перебрался с семьёй в Германию. Футболом начал заниматься в шесть лет, играя за любительский клуб «Нойкирхен». В 2001 году он перебрался в команду «Пройссен», в 2004 году был принят в «Дуйсбург». В 2005 году его приняли в академию мёнхенгладбахской «Боруссии», в составе которой он заблистал в юношеской Бундеслиге.

### Клубная карьера

#### «Олимпиакос»
В 2007 году Костаса приобрёл греческий «Олимпиакос» из Пирея. В первом сезоне Костас несколько раз выходил на замену и 11 раз выступал в стартовом составе, первый гол забил в ворота «Левадиакоса». В Суперкубке Греции Костас стал героем встречи, забив победный гол в ворота команды АЕЛ 1964 с передачи Лусиано Галлетти. В концовке сезона Митроглу сыграл большую роль, помогая команде завоевать 36-й титул, забив на последней минуте встречи с АЕЛом после паса Мирнеша Шишича. По итогам сезона 2007/08 Костас был признан одним из лучших игроков команды, принеся ей чемпионский титул.
После того как главным тренером «Олимпиакоса» стал Эрнесто Вальверде, Костас получал меньше игровой практики, его сменил Диого Луис Санто. В первом раунде Кубка УЕФА он забил «Нордшелланду», а в чемпионате Греции дважды отличился в игре с «Паниониосом».
В сезоне 2009/10 Митроглу провёл все матчи в рамках Суперлиги Греции, а также забил первый свой гол в Лиге чемпионов. Также он отметился двумя голами в ворота «Панатинаикоса», что было с восторгом встречено фанатами: это была победа над принципиальнейшим соперником, да и с учётом травм всех форвардов клуба Митроглу прекрасно справлялся со своей задачей. По итогам сезона Костас стал лучшим бомбардиром клуба: 14 мячей ему удалось забить, 9 из которых пришлись на Суперлигу, один на Кубок Греции и 4 на Лигу чемпионов.
В сезоне 2010/11 Костас получал не так много практики, несмотря на прекрасный гол в матче открытия чемпионата Греции. 14 декабря 2010 года он принял участие в благотворительном «Матче против бедности» на стадионе Георгиоса Караискакиса в составе сборной всех звёзд «Олимпиакоса». Ему удалось забить дважды в той встрече.
2 октября 2013 в групповом матче Лиги чемпионов против бельгийского «Андерлехта» (3:0) забил три мяча, став первым греком, сделавшим хет-трик в главном клубном турнире Европы. А сам греческий клуб смог выйти в плей-офф Лиги чемпионов.
19 декабря 2013 «Олимпиакос» продлил контракт с Митроглу до 2017 года — по условиям новой сделки зарплата Митроглу выросла с 750 тысяч до одного миллиона евро в год и клуб убрал из контракта футболиста пункт о размере отступных.

#### «Паниониос»
Ввиду отсутствия постоянной игровой практики 11 января 2011 Митроглу договорился с клубом «Паниониос» о выступлении на правах аренды в течение полугода. В дебютном матче он принёс сенсационную победу клубу со счётом 2:0 над «Арисом» на стадионе «Клеантис Викелидис», чего не было уже 50 лет. Его следующие голы пришлись на ничьи с «Панатинаикосом» и АЕКом. Он забил победный мяч во встрече с «Атромитосом». Последний гол за «Панионис» случился в матче против «Керкиры» с передачи Фануриса Гундулакиса. В 11 матчах он забил восемь голов, и его игра помогла клубу спастись от вылета из Суперлиги.

#### «Атромитос»
Эрнесто Вальверде не видел Костаса как игрока основы «Олимпиакоса», вследствие чего Митроглу 2 августа 2011 подписал контракт о выступлении на правах аренды с «Атромитосом». 27 августа 2011 он дебютировал в матче против ОФИ, выйдя на замену за 20 минут до конца встречи (ничья 1:1). Первый мяч забил в ворота «Ариса» с передачи Мигеля Себастьяна Гарсии. Позже отличался в матчах с «Панатинаикосом», «Панетоликосом», «Левадиакосом», «Эрготелисом» и ОФИ.

#### «Фулхэм»
31 января 2014 года Митроглу стал игроком английского «Фулхэма», заключив контракт до лета 2018 года на рекордную для клуба сумму в £12 млн. Дебютировал за английский клуб 22 февраля в матче Премьер-лиги с Вест Бромвич Альбион, заменив Уго Родальега на 61 минуте. Из-за различных травм и проблем со здоровьем Митроглу сыграл только в трёх матчах за английский клуб.

#### «Олимпиакос» (аренда)
31 августа 2014 года Митроглу вернулся в «Олимпиакос» на правах аренды. Дебютировал 13 сентября в матче против ОФИ. Спустя три дня Конста забивает победный гол в матче против «Атлетико Мадрид» на групповом этапе Лиги чемпионов.

#### «Бенфика» (аренда)
6 августа 2015 года Митроглу присоединился снова на правах аренды к португальской «Бенфике». Дебютировал через три дня в лиссабонском дерби против «Спортинга» в матче на Суперкубок Португалии, но помочь команде одержать победу не смог. В своём первом матче Суперлиги Португалии против «Эшторил-Прая» он открыл счёт своим голам за лиссабонский клуб, а в следующем матче 11 сентября против Белененсиша он забивает дубль.
3 февраля 2016 года Контас забивает свой первый хет-трик в матче с «Белененсишем», продолжая забивать в пятом матче подряд. 13 Февраля он опять забивает в матче с «Порту», но победить не удаётся. Через неделю Митроглу опять забил в победном для команды и в седьмом подряд для себя матче с «Пасуш де Феррейра», после финального свистка болельщик «Бенфики» выбежал на поле, встал на колени перед Митроглу и начал вытирать ему бутсы. 5 марта забивает единственный и победный гол в лиссабонском дерби против «Спортинга» и выводит свою команду на первую строчку чемпионата. Закончил сезон 20 мячами в 32-х матча, выиграв титул Чемпиона Португалии.

#### «Бенфика»
Через два дня после завершения сезона 2015/16, руководство клуба сообщило о подписании контракта до 2020 года.

#### «Галатасарай» (аренда)
Костас был арендован «Галатасараем» у «Олимпик Марселя» на 1,5 сезона в последний день зимнего трансферного окна.

### Карьера в сборной
В составе юношеской сборной Греции по футболу в 2007 году дебютировал на чемпионате Европы в Австрии. Он забил три гола на турнире и разделил титул лучшего бомбардира с игроком сборной Германии Анисом Бен Хатирой и игроком сборной Франции Кевином Монне-Паке, а Греция вышла в финал, где уступила испанцам. Дебют в составе основной сборной пришёлся на 14 ноября 2009 в Афинах в первом стыковом матче квалификации УЕФА на чемпионат мира 2010 в ЮАР: на 74-й минуте встречи против сборной Украины Костас заменил Димитриса Салпингидиса (в ответной встрече тот же Салпингидис забил победный гол, а Греция вышла на чемпионат мира). Накануне мундиаля попал в расширенный список кандидатов в сборную, но в итоге был исключён. Впрочем, на чемпионате Европы 2012 года он всё-таки пробился как игрок основного состава и провёл первую игру 12 июня 2012 против сборной Чехии, которую греки проиграли со счётом 1:2. На 71-й минуте он заменил своего тёзку Костаса Фортуниса.
15 ноября 2013 года в первом матче плей-офф отбора к чемпионату мира-2014 Костас отметился дублем в воротах сборной Румынии. Через четыре дня в ответном матче он также отметился голом и вывел свою сборную на ЧМ-2014.

## Достижения
Командные:
Олимпиакос (Пирей)
- Чемпион Греции: 2008, 2009, 2013, 2014, 2015
- Победитель Кубка Греции: 2008, 2009, 2013, 2015
- Победитель Суперкубка Греции: 2007

Бенфика (Лиссабон)
- Чемпион Португалии: 2015/16
- Победитель Кубка португальской лиги: 2015/16

Сборная Греции
- Вице-чемпион Европы среди юношей: 2007

Личные:
- Лучший бомбардир юношеского чемпионата Германии в зоне «Запад» сезона: 2004/05
- Лучший бомбардир юношеского чемпионата Европы: 2007
- Лучший греческий игрок сезона: 2011/12[6]

## Статистика выступлений
| Выступление      | Выступление      | Выступление      | Чемпионат | Чемпионат | Кубок | Кубок | Суперкубок | Суперкубок | Еврокубки | Еврокубки | Итого | Итого |
| Клуб             | Лига             | Сезон            | Игры      | Голы      | Игры  | Голы  | Игры       | Голы       | Игры      | Голы      | Игры  | Голы  |
| ---------------- | ---------------- | ---------------- | --------- | --------- | ----- | ----- | ---------- | ---------- | --------- | --------- | ----- | ----- |
| Олимпиакос       | Суперлига        | 2007/08          | 11        | 4         | 4     | 2     | 1          | 1          | 2         | 0         | 18    | 7     |
| Олимпиакос       | Суперлига        | 2008/09          | 7         | 2         | 4     | 0     | 0          | 0          | 5         | 1         | 16    | 3     |
| Олимпиакос       | Суперлига        | 2009/10          | 32        | 9         | 1     | 1     | 0          | 0          | 12        | 4         | 45    | 14    |
| Олимпиакос       | Суперлига        | 2010/11          | 5         | 1         | 1     | 0     | 0          | 0          | 4         | 0         | 10    | 1     |
| Олимпиакос       | Суперлига        | 2012/13          | 25        | 11        | 9     | 5     | 0          | 0          | 7         | 3         | 41    | 19    |
| Олимпиакос       | Суперлига        | 2013/14          | 12        | 14        | 2     | 0     | 0          | 0          | 5         | 3         | 19    | 17    |
| Олимпиакос       | Итого            | Итого            | 92        | 41        | 21    | 8     | 1          | 1          | 35        | 11        | 149   | 61    |
| → Паниониос      | Суперлига        | 2010/11          | 11        | 8         | 0     | 0     | 0          | 0          | 0         | 0         | 11    | 8     |
| → Паниониос      | Итого            | Итого            | 11        | 8         | 0     | 0     | 0          | 0          | 0         | 0         | 11    | 8     |
| → Атромитос      | Суперлига        | 2011/12          | 34        | 17        | 5     | 2     | 0          | 0          | 0         | 0         | 39    | 19    |
| → Атромитос      | Итого            | Итого            | 34        | 17        | 5     | 2     | 0          | 0          | 0         | 0         | 39    | 19    |
| Фулхэм           | Премьер-лига     | 2013/14          | 3         | 0         | 0     | 0     | 0          | 0          | 0         | 0         | 3     | 0     |
| Фулхэм           | Итого            | Итого            | 3         | 0         | 0     | 0     | 0          | 0          | 0         | 0         | 3     | 0     |
| → Олимпиакос     | Суперлига        | 2014/15          | 24        | 16        | 2     | 0     | 0          | 0          | 8         | 3         | 34    | 19    |
| → Олимпиакос     | Итого            | Итого            | 24        | 16        | 2     | 0     | 0          | 0          | 8         | 3         | 34    | 19    |
| → Бенфика        | Примейра         | 2015/16          | 32        | 20        | 4     | 3     | 1          | 0          | 7         | 2         | 44    | 25    |
| → Бенфика        | Итого            | Итого            | 32        | 20        | 4     | 3     | 1          | 0          | 7         | 2         | 44    | 25    |
| Бенфика          | Примейра         | 2016/17          | 28        | 16        | 6     | 10    | 1          | 0          | 7         | 1         | 42    | 27    |
| Бенфика          | Итого            | Итого            | 28        | 16        | 6     | 10    | 1          | 0          | 7         | 1         | 42    | 27    |
| Олимпик Марсель  | Лига 1           | 2017/18          | 19        | 9         | 4     | 4     | 0          | 0          | 7         | 0         | 30    | 13    |
| Олимпик Марсель  | Лига 1           | 2018/19          | 14        | 3         | 1     | 0     | 0          | 0          | 5         | 0         | 20    | 3     |
| Олимпик Марсель  | Итого            | Итого            | 33        | 12        | 5     | 4     | 0          | 0          | 12        | 0         | 50    | 16    |
| → Галатасарай    | Суперлига        | 2018/19          | 7         | 1         | 2     | 1     | 0          | 0          | 0         | 0         | 9     | 2     |
| → Галатасарай    | Итого            | Итого            | 7         | 1         | 2     | 1     | 0          | 0          | 0         | 0         | 9     | 2     |
| Всего за карьеру | Всего за карьеру | Всего за карьеру | 264       | 131       | 45    | 28    | 3          | 1          | 69        | 18        | 381   | 178   |

### Сборная
| Команда | Год   | Игр | Голы |
| ------- | ----- | --- | ---- |
| Греция  |       |     |      |
| 2009    | 1     | 0   |      |
| 2010    | 3     | 0   |      |
| 2011    | 7     | 0   |      |
| 2012    | 9     | 2   |      |
| 2013    | 8     | 6   |      |
| 2014    | 10    | 0   |      |
| 2015    | 8     | 1   |      |
| 2016    | 1     | 0   |      |
| Всего   | Всего | 47  | 9    |

#### Голы за сборную Греции
| №  | Дата             | Место                                   | Соперник    | Гол | Результат | Соревнование      |
| -- | ---------------- | --------------------------------------- | ----------- | --- | --------- | ----------------- |
| 1. | 15 августа 2012  | Уллевол, Осло, Норвегия                 | Норвегия    | 3-1 | 3-2       | Товарищеский матч |
| 2. | 11 сентября 2012 | Караискакис, Пирей, Греция              | Литва       | 2-0 | 2-0       | ЧМ-2014 (отбор)   |
| 3. | 14 августа 2013  | Ред Булл Арена, Зальцбург, Австрия      | Австрия     | 1-0 | 2-0       | Товарищеский матч |
| 4. | 14 августа 2013  | Ред Булл Арена, Зальцбург, Австрия      | Австрия     | 2-0 | 2-0       | Товарищеский матч |
| 5. | 6 сентября 2013  | Райнпарк, Вадуц, Лихтенштейн            | Лихтенштейн | 1-0 | 1-0       | ЧМ-2014 (отбор)   |
| 6. | 15 ноября 2013   | Караискакис, Пирей, Греция              | Румыния     | 1-0 | 3-1       | ЧМ-2014 (отбор)   |
| 7. | 15 ноября 2013   | Караискакис, Пирей, Греция              | Румыния     | 3-1 | 3-1       | ЧМ-2014 (отбор)   |
| 8. | 19 ноября 2013   | Национальный стадион, Бухарест, Румыния | Румыния     | 1-0 | 1-1       | ЧМ-2014 (отбор)   |
| 9. | 11 октября 2015  | Караискакис, Пирей, Греция              | Венгрия     | 3-3 | 4-3       | ЕВРО-2016 (отбор) |